# Alexandru Nasta
Alexandru Nasta (n. 1891 – d. 1962) a fost un general român de artilerie, care a îndeplinit funcții de comandă în cel de-al Doilea Război Mondial. În perioada 17 octombrie 1944 - februarie 1945, generalul Alexandru Nasta a fost arestat.
Generalul de brigadă Alexandru Nasta a fost trecut în cadrul disponibil la 9 august 1946, în baza legii nr. 433 din 1946, și apoi, din oficiu, în poziția de rezervă la 9 august 1947.